# Longevity
Longevity betyder "lang levetid" og henviser til den moderne videnskab om at leve længere ved brug af teknologi og behandlinger, som kan være livsforlængende, helbredende og - med tiden - foryngende.